# American (locomotive)
Pour les articles homonymes, voir American.

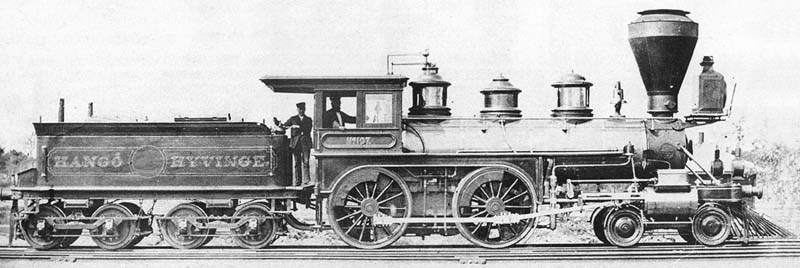
Une 220 Baldwin de 1872 pour les chemins de fer de Finlande

American ou Outrance en Europe est un type de locomotive à vapeur dont les essieux ont la configuration suivante (de l'avant vers l'arrière) :
- 2 essieux sur un bogie porteur
- 2 essieux moteur

## Codifications
Ce qui s'écrit :
- 4-4-0 en codification Whyte.
- 220 en codification d'Europe.
- 2B en codification allemande et italienne.
- 24 en codification turque.
- 2/4 en codification suisse.

## Un type très courant aux États-Unis

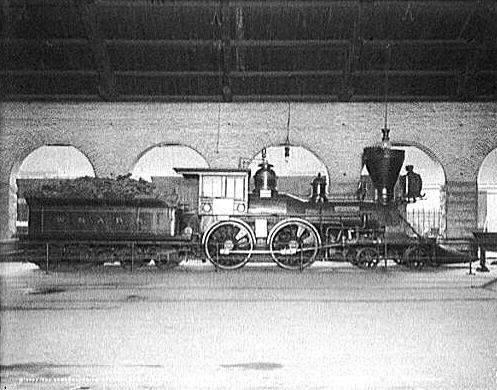
La General en service à Chattanooga vers 1907.

La première locomotive de type 220 semble avoir été construite aux États-Unis par le constructeur William Norris en 1839.
Cette configuration était courante sur les locomotives des débuts du chemin de fer aux États-Unis pendant la période dite de la conquête de l'Ouest. La célèbre locomotive General de la guerre de Sécession, immortalisée dans le film Le Mécano de la « General » était de ce type.
Construites en grand nombre par la firme Baldwin, elles furent aussi exportées dans le monde entier à la fin du XIXe siècle.

## Ailleurs dans le monde

### Angleterre
Le type 220 a eu pendant très longtemps les faveurs des chemins de fer britanniques avec des locomotives dont la distribution était généralement interne (les locomotives à grande vitesse comportant trois essieux moteurs étaient encore rares car les trois essieux ainsi que les longues bielles associées généraient des mouvements parasites qui déstabilisaient la locomotive et fatiguaient la voie).
Parmi les 220 notables se trouvent les séries suivantes :
- les « 220T Metropolitan » du Métro de Londres mises en service en 1864 et équipées d'un dispositif de condensation et de captage des fumées ;
- les 220 « Dunalastair (en)» du Caledonian Railway (en), mises en service de 1896 à 1914 en plusieurs variantes. En 1896, ces locomotives de forte puissance étaient les premières 220 anglaises munies d'une chaudière de grand diamètre[1].
- en 1903 les 220 de la classe « City » furent construites par la compagnie du Great Western Railway pour la remorque des trains rapides. Le 9 mai 1904, la locomotive « City of Truro » dépassa les 160 km/h, en atteignant même 164,6 km/h en tête d'un express de Plymouth à Londres Paddington ce qui était le record pour ce type ;
- la classe « Schools » de locomotives rapides mise en service en 1930 eurent des performances honorables et durèrent jusqu'à la fin de la vapeur.

### Belgique

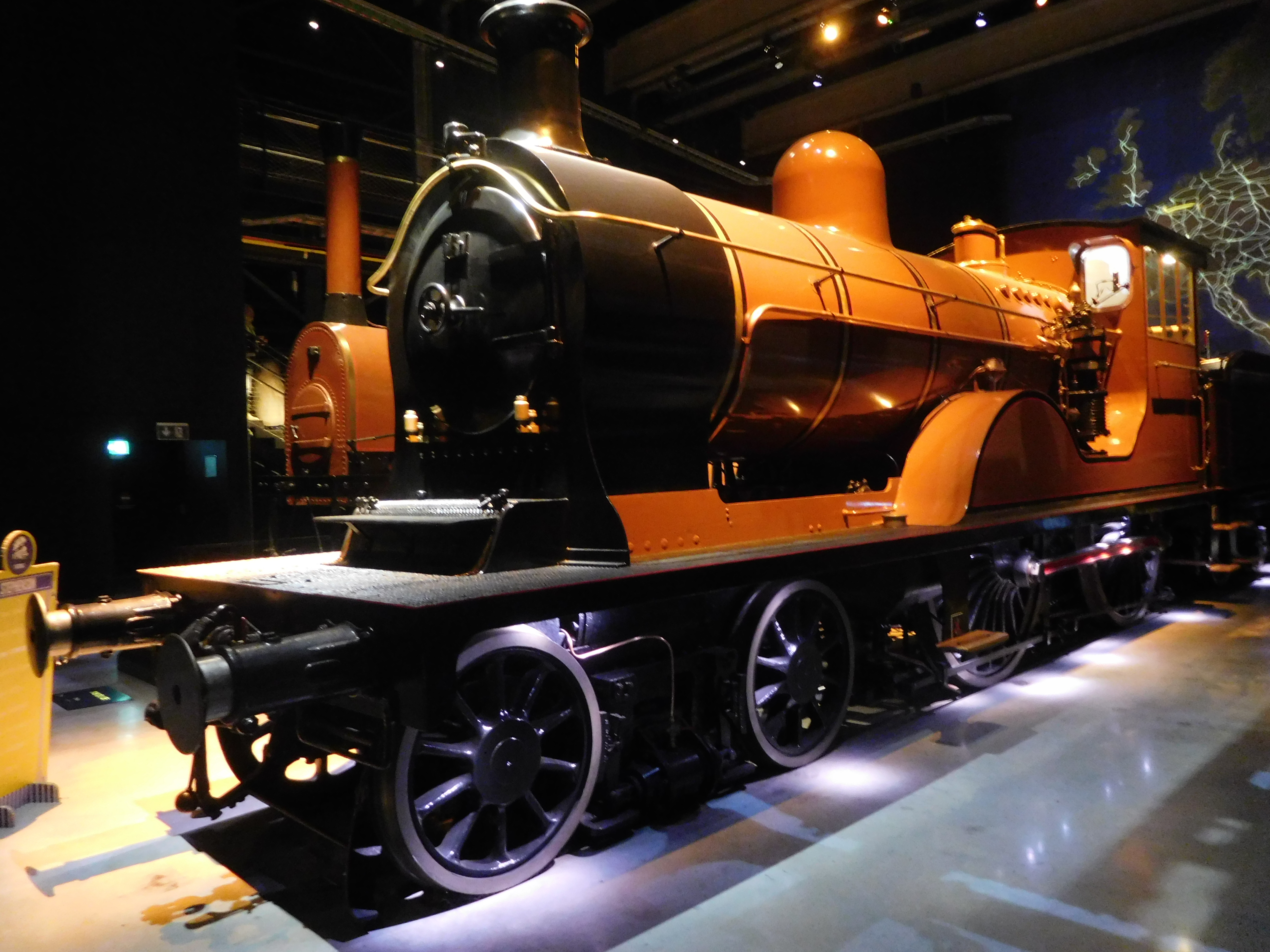
La 18.051 au musée Train World.

Le type 17 des Chemins de fer de l’État Belge puis de la SNCB, mis en service en 1899, représentait ce que l'on peut faire de mieux dans l'élégance dépouillée d'une locomotive dont toute la distribution était interne. Construites en Belgique elles sont néanmoins de conception britannique (copie des Dunalastair III (en) du Caledonian Railway). Ces locomotives seront suivies par les types 18 en 1902, 18S[Quand ?] (plus tard type 19) et 18bis en 1908 (plus tard type 20). Les locomotives de type 18, 18S et 18bis sont plus puissantes, d’allure légèrement différente et, pour les deux dernières variantes, équipées de surchauffe.
Des 221T pour trains omnibus et express courts furent également mises au point en partant des types 17 et 18, il s'agit des types 14, 15 et 16.
Les chemins de fer du Nord Belge firent construire six machines identiques aux 220 Nord 2.121 à 2.180 en 1900 et reçurent les 220 Nord 2.121-2.123 et 2.126 en 1903. Elles étaient immatriculées dans la Série 301 à 310.

### France

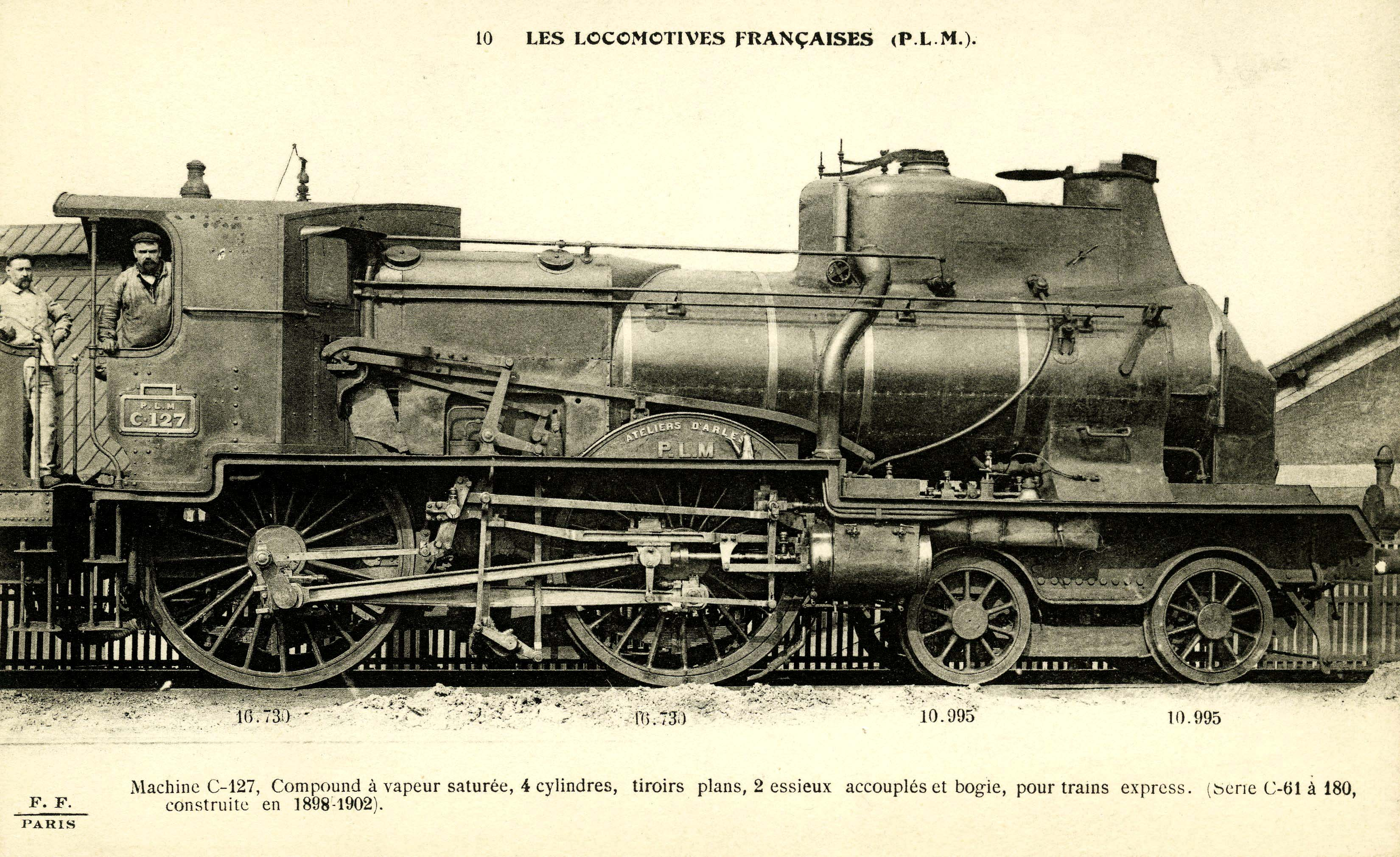
La C 127 du PLM.

Les 220 françaises ont parfois été le résultat de transformations de machines de type 120 ou 121, bien qu'il y eût de nombreuses séries construites dès l'origine sur ce type. Celles qui étaient encore en service à la création de la SNCF avaient été reléguées en tête de trains omnibus ou d'express courts
Compagnie de l'Est
- 220 Est 2401 à 2432 de 1899 à 1900, future : 1-220 A 1 à 32 qui furent les plus modernes des Outrances

Compagnie de l'Ouest
- 220 Ouest 902 et 903 de 1893
220 Ouest 503 à 562 de 1897 à 1898, futures : 3-220 B 503 à 562

Compagnie des Chemins de fer de Paris à Lyon et à la Méditerranée
- Les « C Coupe Vent » du PLM, issues du type C 121 et construites à partir de 1885 sont considérées comme les premières locomotives compound de vitesse. C'est surtout par la mise en place du bogie avant en 1891 qu'elles devinrent des 220 et qu'elles donnèrent toute leur mesure avec des vitesses en service de 100 km/h.
- Les « Grosses C », 220 PLM C 61 à C 180, construites en 1898, des machines du type 220 allongées, capables d'assurer le trajet Paris-Marseille à la moyenne de 87 km/h.

Compagnie des chemins de fer du Nord
- Les "Outrances", 220 Nord 2.834 à 2.911 issues d'un type 120 transformé, se caractérisaient par un mécanisme et des roues motrices internes au châssis et se révélèrent, de 1845 à 1900 des machines rapides et robustes.
- Les "Chocolats", 220 Nord 2.121 à 2.180, construites en plusieurs variantes de 1891 à 1898. De nombreuses 220 d'autres compagnies françaises sont inspirées de ce modèle.
- Les "Ravachol", 220 T Nord 2.311 à 2.380 de 1891 à 1893, futures 220 TA 1 à 19 à la SNCF, employant une disposition d'essieux très rare pour des locomotives-tender.

Compagnie des chemins de fer du Midi
- Les 220 Midi 1775 à 1784 construites de 1900 à 1901

### Irlande
Les locomotives de « Classe V » à 3 cylindres compound mises en service en 1932 et qui perdurèrent avec succès jusqu'en 1960.

### Suisse
La firme allemande Maffei construit en 1854 une 220 pour la compagnie suisse Nordostbahn et appelée « Toess ». Avec plusieurs autres, elle sera utilisée avec succès jusqu'en 1900.

## Philatélie
La poste a émis un timbre intitulé American 220 issu du bloc feuillet Les légendes du rail sorti en 2001. d'une valeur faciale de 1 F 50 c (0.23€) N° YT 3515